# Classique hivernale de la LNH 2014
Match précédent Match suivant
L'édition 2014 est la sixième édition de la Classique hivernale de la LNH, en anglais : 2014 NHL Winter Classic, une partie annuelle de hockey sur glace disputée à l'extérieur en Amérique du Nord. Elle est la première édition depuis celle de 2012, l'édition 2013 ayant été annulée à la suite du lock-out qui a reporté le début de la saison de LNH. La partie oppose les Red Wings de Détroit aux Maple Leafs de Toronto le 1er janvier 2014.

## Effectifs
| No | Joueur            | Position      |
| -- | ----------------- | ------------- |
| 2  | Brendan Smith     | Défenseur     |
| 4  | Jakub Kindl       | Défenseur     |
| 8  | Justin Abdelkader | Ailier gauche |
| 11 | Daniel Alfredsson | Ailier droit  |
| 13 | Pavel Datsiouk    | Centre        |
| 14 | Gustav Nyquist    | Ailier droit  |
| 17 | Patrick Eaves     | Ailier droit  |
| 18 | Joakim Andersson  | Centre        |
| 20 | Drew Miller       | Ailier gauche |
| 21 | Tomas Tatar       | Ailier gauche |
| 23 | Brian Lashoff     | Défenseur     |
| 27 | Kyle Quincey      | Défenseur     |
| 35 | Jimmy Howard      | Gardien       |
| 40 | Henrik Zetterberg | Ailier gauche |
| 41 | Luke Glendening   | Centre        |
| 44 | Todd Bertuzzi     | Ailier droit  |
| 55 | Niklas Kronwall   | Défenseur     |
| 65 | Danny DeKeyser    | Défenseur     |
| 71 | Daniel Cleary     | Ailier droit  |

| No | Joueur             | Position      |
| -- | ------------------ | ------------- |
| 3  | Dion Phaneuf       | Défenseur     |
| 4  | Cody Franson       | Défenseur     |
| 11 | Jay McClement      | Centre        |
| 12 | Mason Raymond      | Ailier gauche |
| 15 | Paul Ranger        | Défenseur     |
| 19 | Joffrey Lupul      | Ailier gauche |
| 21 | James Van Riemsdyk | Ailier gauche |
| 24 | Peter Holland      | Centre        |
| 28 | Colton Orr         | Ailier droit  |
| 29 | Jerry D'Amigo      | Ailier droit  |
| 36 | Carl Gunnarsson    | Défenseur     |
| 41 | Nikolaï Kouliomine | Ailier gauche |
| 42 | Tyler Bozak        | Centre        |
| 43 | Tyler Bozak        | Centre        |
| 44 | Nazem Kadri        | Défenseur     |
| 45 | Jonathan Bernier   | Gardien       |
| 51 | Jake Gardiner      | Défenseur     |
| 71 | David Clarkson     | Ailier droit  |
| 81 | Phil Kessel        | Centre        |

## Feuille de match
| 1er janvier 2014 | Red Wings de Détroit | 2-3 (TB) (0-0, 1-1, 1-1, 0-0, 0-1) | Maple Leafs de Toronto | Comerica Park 105 491 spectateurs |

| Feuille de match | Feuille de match                                                              | Feuille de match | Feuille de match                                                                | Feuille de match                                                         |
| ---------------- | ----------------------------------------------------------------------------- | ---------------- | ------------------------------------------------------------------------------- | ------------------------------------------------------------------------ |
|                  | Alfredsson (Zetterberg, Smith) — 33 min 14 s Abdelkader (Smith) — 54 min 28 s | 1-0 1-1 1-2 2-2  | Van Riemsdyk (Kessel, Phaneuf) — 39 min 23 s (SN) Bozak (Phaneuf) — 44 min 41 s | Arbitrage : Dan O'Halloran, Brian Pochmara Scott Driscoll, Mark Shewchyk |
| Howard           | Gardiens                                                                      | Bernier          |                                                                                 | Arbitrage : Dan O'Halloran, Brian Pochmara Scott Driscoll, Mark Shewchyk |
| 4 min            | Pénalités                                                                     | 8 min            |                                                                                 | Arbitrage : Dan O'Halloran, Brian Pochmara Scott Driscoll, Mark Shewchyk |
| 43               | Tirs                                                                          | 26               |                                                                                 | Arbitrage : Dan O'Halloran, Brian Pochmara Scott Driscoll, Mark Shewchyk |